# Jana Bieger
Jana Bieger (* 12. November 1989 in Kiel) ist eine deutsch-amerikanische Turnerin. Bieger war Mitglied des Nationalteams der USA.

## Leben und Karriere
Bieger ist die Tochter der deutschen Olympiateilnehmerin von 1976 Andrea Bieger. Mit zwei Jahren begann sie (noch in Deutschland) mit dem Turnen. Als sie acht Jahre alt war, wanderten Bieger und ihre Mutter nach Florida aus, wo sie seither leben. Sie trainiert im Gym ihrer Mutter (Bieger International Gymnastics) in Florida.
Als Juniorin wurde sie 2003 Dritte am Sprung bei den US-Meisterschaften und 2004 Dritte in der Gesamtwertung sowie Siegerin am Sprung. Mit dem Juniornationalteam trat sie 2004 bei den Pacific Alliance Championships an, wo sie Gold mit dem Team und am Sprung, und hinter Anastasia Liukin Silber im Mehrkampf und am Schwebebalken gewann.
Bei den Senioren startete sie erstmals 2005. Bei den US-Meisterschaften gewann sie dritte Plätze im Mehrkampf, am Sprung und am Boden. Bei den Weltmeisterschaften 2005 trat sie für die USA an.
Bei den Pan Am Championships 2005 gewann sie mit dem US-Team den ersten Platz in der Teamwertung sowie Silber am Sprung und Bronze am Boden. 2006 beim Cottbus Cup gewann sie am Sprung, erreichte Silber am Schwebebalken und Bronze am Stufenbarren. Drei Siege gelangen ihr bei den Pacific Alliance Championships 2006, wo sie mit dem Team, am Sprung und am Boden gewann.
Bei den Weltmeisterschaften 2006 in Aarhus (Dänemark) wurde sie Vizeweltmeisterin im Mehrkampf und am Boden.
Aufgrund von Verletzungen wurde Jana Bieger bei den Olympischen Spielen 2008 nur als Reserveturnerin nominiert, kam aber nicht zum Einsatz.
Bieger lebt in Coconut Creek, Florida.